# لقاح فيروس الورم الحليمي البشري
لقاح فيروس الورم الحليمي البشري (بالإنجليزية: HPV vaccines)‏، يعرف أيضًا باسم تطعيم سرطان عنق الرحم، يتم إعطاءه بهدف تجنب الأصابة بأنواع مُعينة من الفيروس الورم الحليمي البشري. يوفر هذا اللقاح الحماية ضد اثنين أو أربعة أو تسعة أنواع من أنواع الفيروس الورم الحليمي البشري. تُقدم جميع أنواع اللُقاحات الحماية ضد ما لا يقل عن 16 أو 18 من المُسببات الكُبرى المؤدية إلى الإصابة لسرطان عنق الرحم. وتُشير التقديرات إلى أن هذه اللُقاحات قد تمنع 70% من حالات الإصابة بسرطان عنق الرحم و80% من سرطان الشرج و60% من حالات سرطان المهبل و%40 من حالات الإصابة بسرطان الفرج وربما كذلك في حالة سرطان الفم. بالإضافة إلى ذلك، فإن اللقاح يمنع بعض أنواع الثآليل التناسلية، وتزداد نسبة الحماية باستعمال اللقاحات التي هي ضد أربعة وتسعة أنواع من أنواع فيروس الورم الحليمي البشري.
توصي منظمة الصحة العالمية بأن يتم تقديم لقاح فيروس الورم الحليمي البشري كجزء من اللقاحات الروتينية في جميع الدول، جنباً إلى جنب مع تدابير الوقاية الأخرى. يتطلب اللقاح جرعتين أو ثلاث بناءً على عمر الشخص وحالته المناعية. يوصى بالعادة تلقيح الفتيات من بين عمر التاسعة حتى الثالثة عشر. يوفر اللقاح الحماية لخمس إلى عشر سنوات على الأقل. لكن مازال يتطلب الخضوع لفحص سرطان عنق الرحم بعد التطعيم. تلقيح جزء كبير من السكان قد يفيد أيضًا غير الملقحين. اللقاح ليس فعالاً تجاه المصابين بالفيروس سابقاً.
يعدّ لقاح فيروس الورم الحليمي البشري آمنًا جدًا. الإصابة بألم في موقع الحقن يحدث في حوالي 80 ٪ من الناس. بالإضافة إلى ذلك، قد يحدث احمرار وتورم في موقع الحقن وقد يصاب الشخص بالحمى أيضًا. لم يتم العثور على رابط بين اللقاح ومتلازمة غيلان باريه.
أول لقاح لفيروس الورم الحليمي البشري أصبح متوفراً في 2006. اعتبارًا من عام 2017، أضافت 71 دولة هذا اللقاح إلى قائمة اللقاحات الروتينية للفتيات على الأقل. هذا اللقاح مُدرَج في قائمة الأدوية الأساسية النموذجية لمنظمة الصحة العالمية، القائمة التي تحتوي على الأدوية الأكثر فعالية وأمنًا والمطلوبة في نظام الرعاية الصحية. تبلغ تكلفة الجملة للقاح في الدول النامية حوالي 47 دولارًا أمريكيًا في عام 2014. يكلف اللقاح أكثر من 200 دولار أمريكي في الولايات المتحدة. قد يكون اللقاح فعالاً من حيث التكلفة في الدول النامي.

## الاستخدامات الطبية

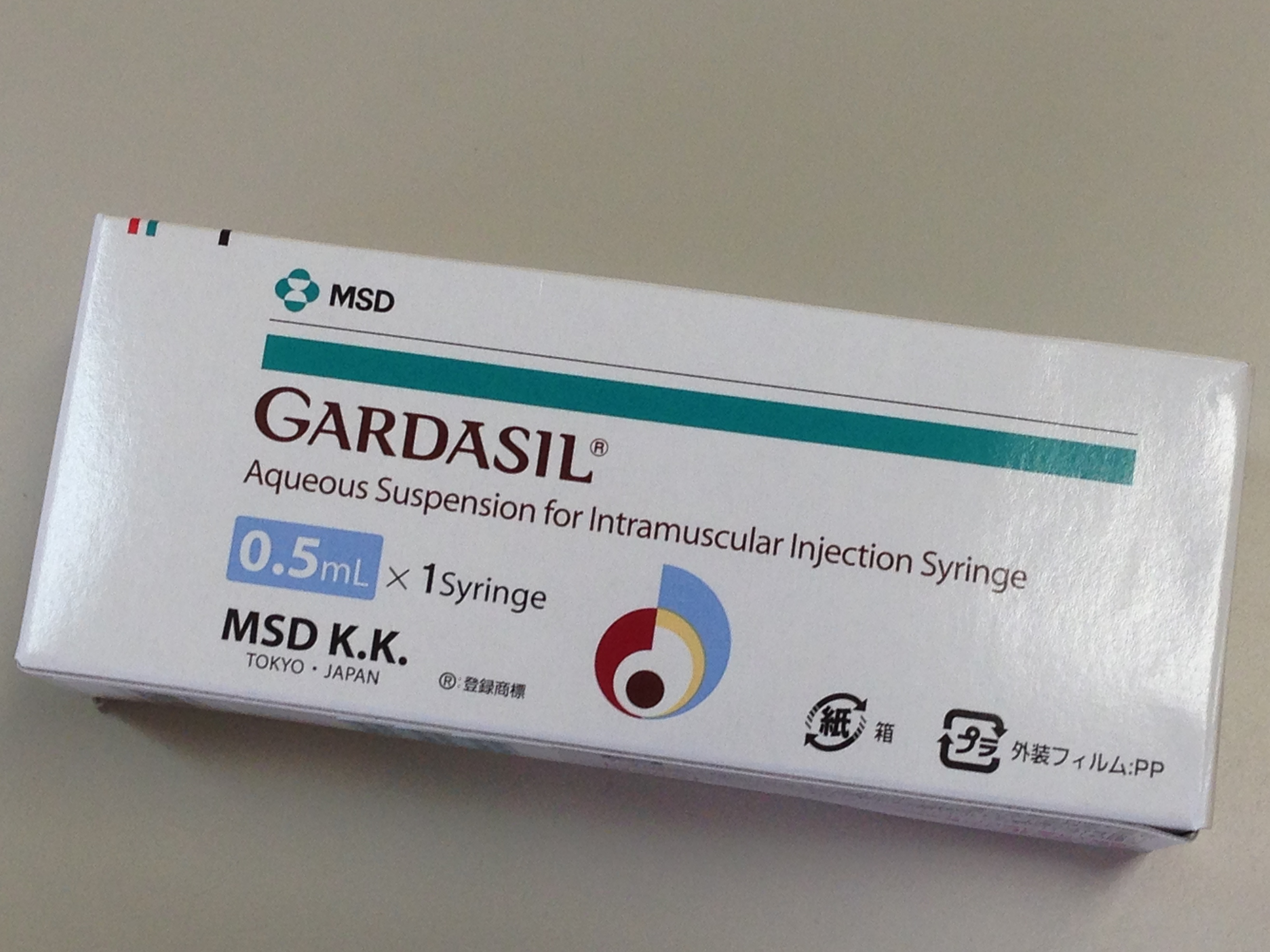
جارداسيل (Gardasil)

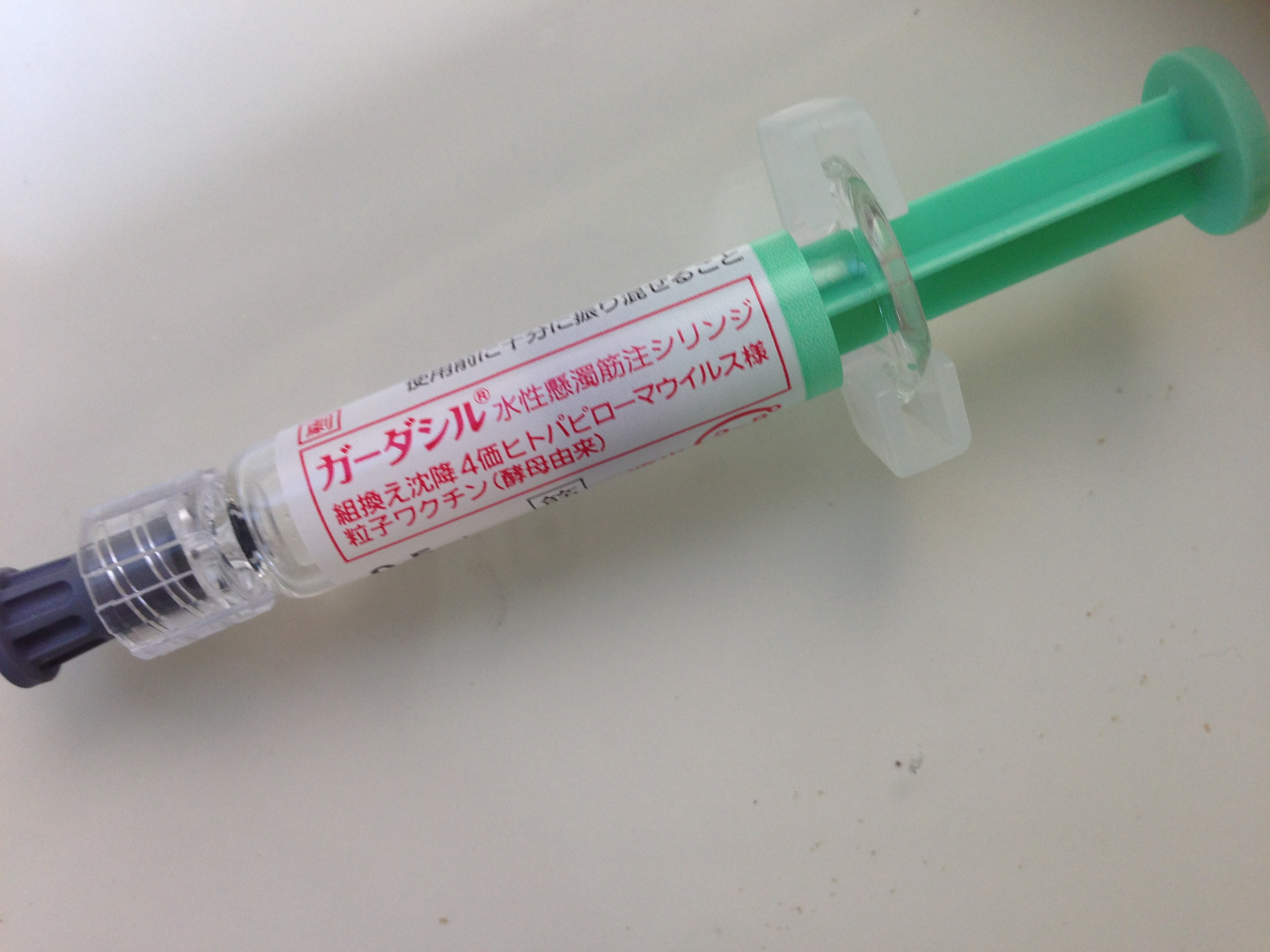
الحقنة

لقاح فيروس الورم الحليمي البشري يستخدم للوقاية من عدوى فيروس الورم الحليمي البشري وبذلك الوقاية من سرطان عنق الرحم. اللقاح يوصى للنساء من عمر 9 إلى 25 واللاتي لم يصبن بفيروس الورم الحليمي البشري. ومع ذلك، فإن مراكز مكافحة الأمراض واتقائها الأمريكي يوصي بتلقيح النساء حتى عمر 26، لأنه من غير المرجح أن تكون المرأة قد أصيبت سابقاً بجميع الفيروسات التسع ولأن فيروس الورم الحليمي البشري ينتقل جنسيًا بشكل عام.
يوصى بأن تخضع المرأة لفحص سرطان عنق الرحم حتى بعد تلقي اللقاح لأن اللقاح يغطي فقط بعض أنواع فيروس الورم الحليمي البشري الخطيرة. في الولايات المتحدة، يوصى بأن تخضع المرأة لطاخة عنق الرحم ابتداءً من عمر 21. وتجري حالياً أبحاث لإنتاج الجيل القادم من اللقاح لتوسيع الحماية ضد أنواع إضافية من فيروس الورم الحليمي البشري.

### الذكور
تم الموافقة لتلقي الذكور على لقاح فيروس الورم الحليمي البشري في عدة دول منها كندا وأستراليا وكوريا الجنوبية وهونغ كونغ والمملكة المتحدة ونيوزيلندا والولايات المتحدة.
بالنسبة للذكور، فإن جارداسيل قد يقلل من خطر الإصابة بالثآليل التناسلية وآفات ورم محتمل الخباثة ناجمة عن فيروس الورم الحليمي البشري. يتوقع أن هذا الانخفاض في آفات ورم محتمل الخباثة قد يقلل من نسبة سرطان القضيب وسرطان الشرج في الرجال. تبين أيضًا أن جارداسيل فعال في منع الثآليل التناسلية في الذكور. بينما تم الموافقة على لقاح جارداسيل وجارداسيل-9 للذكور، فإن اللقاح الثالث سيرفاريكس لفيروس الورم الحليمي البشري لا يتم منحه للرجال. على عكس لقاحات جارداسيل، فإن سيرفاريكس لا يحمي ضد الثآليل التناسلية. كما هو في حالة النساء، يجب التلقيح قبل الإصابة بأنواع فيروس الورم الحليمي البشري التي يشملها التطعيم. لذلك فإنه يوصى بتلقي اللقاح قبل سن المراهقة لأن الشخص لم يُصبْ بفيروس الورم الحليمي البشري على الأرجح.
بما أن سرطان القضيب وسرطان الشرج أقل شيوعًا بكثير من سرطان عنق الرحم، فإن لقاح فيروس الورم الحليمي البشري للذكور الشباب من المرجح أن تكون أقل فعالية من حيث التكلفة مقارنة بالنساء الشابات. من وجهة نظر الصحة العامة، تلقيح الرجال بالإضاقة إلى النساء يحد من انتشار الفيروس في التعداد السكاني، لكنه فقط فعال من حيث التكلفة إذا كان الإقبال من طرف الإناث منخفض للغاية. في الولايات المتحدة، التكلفة لكل عدد السنوات المصححة بجودة الحياة هو أكثر من 100 ألف دولار أمريكي لتلقيح الذكور، مقارنةً بأقل من 50 ألف دولار أمريكي لتلقيح النساء. هذا الدراسة تفترض معدل التطعيم بنسبة 75%.
في مطلع عام 2013، أعلنت الشركتان اللتان تبيعان اللقاحات الأكثر شيوعًا خفضًا في الأسعار إلى أقل من 5 دولارات أمريكية للجرعة الواحدة للدول الفقيرة، بعكس 130 دولار أمريكي للجرعة في الولايات المتحدة.
جارداسيل مطلوب على وجه الخصوص بين الرجال الذين يمارسون الجنس مع الرجال، الذين هم أكثر عرضة للإصابة بالثآليل التناسلية وسرطان القضيب وسرطان الشرج.

#### التوصيات من الهيئات الوطنية
في 9 سبتمبر 2009، أوصت لجنة استشارية أن يتم ترخيص جارداسيل من قِبل إدارة الغذاء والدواء في الولايات المتحدة للفتيان والرجال ما بين 9 إلى 26 سنة للوقاية من الثآليل التناسلية. بعد ذلك بقليل، تمت الموافقة من قِبل إدارة الغذاء والدواء على استعمال اللقاح على الذكور ما بين 9 إلى 26 سنة للوقاية من الثآليل التناسلية وسرطان الشرج.
في 25 أكتوبر 2011، صوتت لجنة استشارية لمراكز مكافحة الأمراض واتقائها التابع للولايات المتحدة بتوصية تقديم اللقاح للفتيان بين عمر 11 إلى 12 سنة. تهدف توصية اللجنة إلى منع الثآليل التناسلية وسرطان الشرج في الذكور، وربما منع سرطان الرأس والرقبة (على الرغم من أن فعالية اللقاح ضد سرطان الرأس والرقبة لم يتم إثباته بعد). اللجنة أيضًا جعلت اللقاح موصى به للذكور ما بين 13 إلى 21 سنة والذين لم يتم تلقيحهم سابقًا أو لم يكملوا سلسلة اللقاحات الثلاث.
في 2011، أدلى البروفيسوران هارالد موي وولي-ايريك ايفرسين على دعمهما بجانب هارالد تسور هاوزن، مكتشف اللقاح، تحصين الذكور (لكي تتم حمايتهم وبذلك حماية النساء أيضًا).

### النساء الأكبر سنًا
عندما طُرح جارداسيل لأول مرة في الأسواق، كان يوصى به للوقاية من سرطان عنق الرحم للنساء اللاتي فوق سن 25 سنة أو أقل. لكن تشير الدلائل الجديدة إلى أن جميع لقاحات فيروس الورم الحليمي البشري فعالة في الوقاية من سرطان عنق الرحم للنساء حتى سن 45 عامًا.
في نوفمبر 2007، قدّمت شركة ميرك آند كو بيانات جديدة عن جارداسيل. في دراسة استقصائية، تمكن جارداسيل من خفض معدل الإصابة بالعدوى المستمرة ذات الصلة والمرض الناتج من نوع 6 و 11 و 16 و18 من فيروس الورم الحليمي البشري لدى النساء حتى سن 45. نظرت الدراسة إلى النساء اللواتي لم يصبن بواحد على الأقل من أنواع فيروس الورم الحليمي البشري التي يستهدفها اللقاح بنهاية سلسلة اللقاحات الثلاث. خططت شركة ميرك آند كو تقديم هذه البيانات لإدارة الغذاء والدواء قبل حلول نهاية 2007 والحصول على موافقة لطرح جارداسيل للنساء حتى عمر 45.

### فعالية
أظهرت الدراسات أن لقاحات الفيروس البشري الحليمي تساعد في الحد من الفيروس البشري الحليمي (16 و 18) اللذين يسببان خلل في التنسج العنقي وتوفير بعض الحماية ضد عدد قليل من أنواع فيروس الورم الحليمي البشري عالية الخطورة ذات الصلة بالنوع 16 و 18. ولكن توجد أنواع خطيرة من فيروس الورم الحليمي البشري لا يؤثر فيها اللقاح. المناعة الناتجه عن اللقاح (جارداسيل) ضد فيروس البشري الحليمي (16 و 18) تصل لـ 8 سنوات عند استعمال اللقاح جارداسيل و لأكثر من 9 سنوات عند استعمال سيرفاريكس. ويعتقد أن اللقاحات الداعمة لن تكون ضرورية.
جارداسيل يمنح مناعة ضد كلاً من فيروسي البشري الحليمي 11 و 6 المصنفين كأقل خطورة لأنهما أقل عرضة للإصابة الشخص بالسرطان ولكن مسؤولين عن الثاليل التناسلية.
وقد توصلت دراسة حديثة حُللت فيها بيانات تجارب سيرفاريكس السريرية، بأن سيرفاريكس فعال تماماً في حماية النساء من فيروس الورم الحليمي البشري 16 و 18 الذي يصيب فتحة الشرج تماماً كما هو فعال في حماية النساء من هذه العدوى في عنق الرحم. عموماً، لن يمكن منع حوالي 30٪ من حالات سرطان عنق الرحم بواسطة هذه اللقاحات. وكذلك أيضاً، استعمال جارداسيل لن يمنع 10٪ من الثآليل التناسلية. كلا اللقاحين لن يمنع الأمراض التناسلية الأخرى ولن يعالجا العدوى الحالية من الفيروس البشري الحليمي أو سرطان عنق الرحم.
أنواع فيروس الورم الحليمي البشري 16 و 18 و 45 تساهم في 94٪ من السرطانات الغدية (السرطانات التي تنشأ في الخلايا الغدية لعنق الرحم). في حين أن معظم سرطانات عنق الرحم تنشأ في الخلايا الحرشفية، إلا أن السرطانات الغدية تشكل أقلية كبيرة من السرطانات. علاوة على ذلك، مسحات عنق الرحم ليست فعالة في الكشف عن السرطانات الغدية، لذلك عندما تتواجد برامج مسحات عنق الرحم فإن نسبة أكبر من السرطانات المتبقية هي السرطانات الغدية. الدراسات تقترح استعمال لقاح الفيروس البشري الحليمي لمنع السرطانات الغدية.
قد تعمل جرعتان من اللقاح بنفس فاعلية الجرعات الثلاث. توصي مراكز مكافحة الأمراض واتقائها بجرعتين للأشخاص التي تقل أعمارهم عن 15 و 3 جرعات للذين هم فوق 15.
أظهرت دراسة عن 9vHPV، لقاح فيروس الورم الحليمي البشري المؤلف من 9 فيروسات والذي يحمي من أنواع فيروس الورم الحليمي البشري 6 و 11 و 16 و 18 و 31 و 33 و 45 و 52 و 58، أن نتيجة معدل الإصابة بمرض سرطان عنق الرحم أو الفرج أو المهبل العالية الدرجة هو نفسه عند استخدام لقاح فيروس الورم الحليمي البشري رباعي التكافؤ. قد يكون تصميم الدراسة، تسبب بعدم وجود اختلاف بسبب إضافة نساء في 16 إلى 26 من العمر والذين إلى حد كبير قد يكونوا قد أصيبوا سابقاً بالأنواع الخمس لفيروس الورم الحليمي البشري الإضافية والتي يتم تغطيتها بالإضافة بلقاح فيروس الورم الحليمي البشري المؤلف من 9 فيروسات.

## الأعراض الجانبية
في حين أن استخدام لقاحات فيروس الورم الحليمي يمكن أن يساعد في الحد من وفيات سرطان عنق الرحم بمقدار الثلثين في جميع أنحاء العالم، ليس كل شخص هو مؤهل للتطعيم. هناك بعض العوامل التي تستبعد الناس من الحصول على لقاحات فيروس الورم الحليمي البشري. وتشمل هذه العوامل:
- الناس الذين لديهم تاريخ معاناة من فرط الحساسية لمكونات اللقاح.المرضى الذين يعانون من فرط الحساسية للخميرة لا ينبغي أن يحصنوا بـالجارداسيل لأن الخميرة تدخل في إنتاج اللقاح.
- الناس الذين يعانون من أمراض حادة معتدلة أو شديدة. وهذا لا يستبعد المرضى من التلقيح بشكل نهائي، ولكن يؤجل وقت التطعيم حتى تحسن المرض.

### الحمل
في الدراسات السريرية لجارداسيل، تلقت 1115 مرأة حامل للقاح فيروس الورم الحليمي البشري. عمومًا، كانت نسبة النتائج السلبية التي حصلت لدى النساء الحوامل مماثلة للأشخاص العاديين الذين حصلوا على جارداسيل والأشخاص الذين تلقوا العلاج الوهمي. ومع ذلك، كان حجم عينة التجارب السريرية صغير نسبيًا. لا ينصح التحصن باللقاح للنساء الحوامل حاليًا. الآثار الجانبية طويلة الأجل على الخصوبة ليست معروفة، ولكن لا يتوقع أن ينتج أي أثر جانبي من اللقاح.
صنفت إدارة الغذاء والدواء لقاح فيروس الورم الحليمي البشري باعتباره من فئة B للحمل، مما يعني أنه لا يوجد أي ضرر واضح للجنين في الدراسات على الحيوانات. لم تكن لقاحات فيروس الورم الحليمي البشري مرتبطة سببيًا بنتائج الحمل السلبية أو الآثار السلبية على الجنين. ومع ذلك، فإن البيانات المتعلقة بالتحصين خلال فترة الحمل محدودة للغاية وينبغي تأجيل اللقاح أثناء فترة الحمل إلى حين توافر المزيد من المعلومات. إذا تم اكتشاف حمل المرأة خلال سلسلة الجرعات الثلاث جرعات للقاح، فسوف يتم تأجيل الجرعات المتبقية حتى بعد الولادة.
في حين لا يوجد ما يشير إلى تسبب جرعات اللقاح التي تقدم خلال فترة الحمل بمشاكل، فإنه يتم تشجيع المرضى ومقدمي الرعاية الصحية على إبلاغ سجل الحمل لقاح فيروس الورم الحليمي البشري عن تقديم اللقاح إلى امرأة حامل.

### الأمان
لقاح فيروس الورم الحليمي البشري آمن بشكل عام مع عدم وجود زيادة خطر في حدوث تأثيرات ضارة خطيرة. تمت الموافقة على استخدام لقاحات فيروس الورم الحليمي البشري في أكثر من 100 دولة، مع توزيع أكثر من 100 مليون جرعة في جميع أنحاء العالم. تشير التجارب السريرية الواسعة النطاق وبيانات مراقبة السلامة في مرحلة ما بعد التسويق إلى أن كلا من جارداسيل وسيرفاريكس استخدامهم جيد وآمن. عند مقارنة اللقاح المضاد لفيروس الورم الحليمي البشري ضد اللقاح الوهمي (عينة السيطرة) الذي أخذته النساء، فلا يوجد اختلاف في مخاطر حدوث أضرار شديدة.
جارداسيل هو لقاح مكون من 3 جرعات (حقن). اعتبارًا من 8 سبتمبر 2013 كان هناك أكثر من 57 مليون جرعة موزعة في الولايات المتحدة، على الرغم من أنه من غير المعلوم كم منها تم تقديمه للشعب. قُدّم 22000 تقرير بشأن اللقاح لدى نظام الإبلاغ عن الأحداث الضارة عن طريق اللقاحات. اثنان وتسعون في المئة كانت تقارير عن أحداث تعتبر غير خطيرة(مثل: الإغماء والألم والتورم في موضع الحقن (الذراع) والصداع والغثيان والحمى) ونسبة 9 في المئة اعتبرت خطيرة (الموت والإعاقة الدائمة والأمراض التي تهدد الحياة ودخول المستشفى). لا توجد علاقة سببية مثبتة بين اللقاح والآثار الضارة الخطيرة؛ تتضمن تقارير نظام الإبلاغ عن الأحداث الضارة عن طريق اللقاحات أي تأثيرات سواء كانت مصادفة أو سببية. نص مراكز مكافحة الأمراض واتقائها أنه «من المهم ملاحظة أنه بالنسبة لأي حدث تم الإبلاغ عنه، لم يتم العثور على أي علاقة بين اللقاح والآثار الضارة الخطيرة عند تقييم بيانات نظام الإبلاغ عن الأحداث الضائرة عن طريق اللقاحات. يتلقى نظام الإبلاغ عن الأحداث الضارة عن طريق اللقاحات تقارير حول جميع الارتباطات المحتملة بين اللقاحات والأحداث الضائرة.»
اعتبارًا من 1 سبتمبر 2009، كان هناك 44 تقريرًا أمريكيًا عن الوفاة في الإناث بعد تلقي اللقاح. لم يتم العثور على صلة باللقاح لأي من الوفيات المؤكدة للـ 27 امرأة وفتاة اللواتي تلقين اللقاح. لا يوجد أي دليل يشير إلى أن جارداسيل يسبب أو يثير خطر متلازمة غيلان باريه. بالإضافة إلى ذلك، كانت هناك تقارير نادرة عن وجود جلطات دموية في القلب والرئتين والساقين. استنتجت مراجعة أجريت عام 2015 من قبل لجنة تقييم مخاطر الأدوية التابعة لوكالة الأدوية الأوروبية، أن الأدلة لا تدعم فكرة أن تطعيم فيروس الورم الحليمي البشري يسبب متلازمة الألم الناحي المركب أو متلازمة تسارع معدل ضربات القلب الموضعي الانتصابي.
اعتبارًا من 8 سبتمبر 2013 يواصل التوصية مراكز مكافحة الأمراض واتقائها بالتحصين بجارداسيل للوقاية من أربعة أنواع من فيروس الورم الحليمي البشري. تعهدت شركة ميرك آند كو المصنعة لجارداسيل إجراء البحوث الجارية لتقييم سلامة اللقاح.
وفقا لمراكز مكافحة الأمراض واتقائها وإدارة الغذاء والدواء، أن معدل الآثار الجانبية السلبية المرتبطة بلقاح جارداسيل في بحث مراجعة السلامة، متناسقًا مع ما تم الاطلاع عليه في دراسات السلامة التي أجريت قبل الموافقة على اللقاح وكانت مشابهة لتلك التي شوهدت مع اللقاحات الأخرى. ومع ذلك، لوحظ وجود نسبة أعلى من حالات الإغماء بعد استعمال جارداسيل مما لا يُرى عادة مع اللقاحات الأخرى. ذكر مراكز مكافحة الأمراض واتقائها وإدارة الغذاء والدواء مقدمي الرعاية الصحية يجب أن يظل جميع متلقي اللقاحات جالسين أو مستلقين ويراقبون عن كثب لمدة 15 دقيقة بعد التطعيم لتجنب الوقوع والإصابات. لا يبدو أن لقاح فيروس الورم الحليمي البشري يقلل من استعداد النساء للخضوع لفحص مسحات عنق الرحم.

## آلية العمل
لقاح فيروس الورم الحليمي البشري مبني من جسيمات فارغ شبيهة بالفيروس جُمّعت من بروتين غطاء فيروس الورم الحليمي البشري المعاد تركيبه. يمتلك الفيروس على حمض نووي مزدوج الدائرية والجدار الفيروسي المكون من 72 قسيم قفيصي. تتكون كل وحدة فرعية من الفيروس من جزيئين بروتينيين، L1 و L2. يعود السبب في قدرة هذا الفيروس على التأثير على الجلد والطبقات المخاطية إلى تركيبته. التركيبات الأولية المعبر عنها في هذه المناطق هي E1 و E2، وهذه البروتينات المسؤولة عن تكاثر الفيروس. E1 هو بروتين عالي التحفظ في الفيروس، E1 المسؤول عن إنتاج النسخ الفيروسية يشارك أيضًا في كل خطوة من مراحل عملية النسخ المتماثل. المكون الثاني من هذه العملية هو E2، والذي يضمن حدوث التفاعل الغير محدد أثناء التفاعل مع E1.
ونتيجةً لعمل هذه البروتينات معًا، فإنها تضمن إجراء نسخ عديدة داخل الخلية المضيفة. هيكل الفيروس أمر بالغ الأهمية لأن هذا يؤثر على ألفة الإصابة للفيروس. معرفة بنية الفيروس سمحت لتطوير لقاح فعال، مثل جارداسيل وسيرفاريكس. وتستهدف اللقاحات فيروسي الورم الحليمي البشري اللذين يشكلان خطورة عالية، وهما النوعان 16 و 18 اللذان يتسببان في أكثر أنواع سرطان عنق الرحم. بروتينات جارداسيل يتم تصنيعها من فطريات الخميرة. تركيبتها البروتينية تسمح للقاح باستهداف أربعة أنواع من فيروس الورم الحليمي البشري. يحتوي لقاح جارداسيل على بروتينات الـ L1 من أربع سلالات مختلفة من فيروس الورم الحليمي البشري: 6 و 11 و16 و18. كل جرعة لقاح تحتوي على 225 ميكروغرام من الألومنيوم و 9.56 ميليغرام من كلوريد الصوديوم و 0.78 ميليغرام من L-هستيدين و 50 ميكروغرام من بوليسوربات 80 و 30 ميكروغرام من بلورات الصوديوم وماء. مزيج من المكونات الإجمالي هو 0.5 ميليلتر.
يتسبب هذان النوعان من فيروس الورم الحليمي البشري في الوقت الحالي إلى حوالي 70٪ من جميع سرطانات عنق الرحم. جارداسيل يستهدف أيضًا أنواع فيروس الورم الحليمي البشري 6 و 11، والذان يتسببان في حوالي 90٪ من جميع حالات الثآليل التناسلية.
تم تصميم جارداسيل وسيرفاريكس لاستنباط استجابات الأجسام المضادة المعادية للفيروسات التي تمنع العدوى الأولية بأنواع فيروس الورم الحليمي البشري المُمَثّلة في اللقاح. وقد تبين أن اللقاحات توفر حماية بنسبة 100٪ ضد تطور السرطنة اللابدة لعنق الرحم والثآليل التناسلية التي تسببها أنواع فيروس الورم الحليمي البشري التي في اللقاح، مع القليل من الآثار الجانبية أو عدم وجودها. من المتوقع أن تستمر التأثيرات الوقائية للقاح ما لا يقل عن 4.5 سنوات بعد التطعيم الأولي.
في حين أن فترة الدراسة لم تكن طويلة بما يكفي لحصول سرطان عنق الرحم، يُعتقد أن الوقاية من آفات السرطنة اللابدة لعنق الرحم (أو خلل التنسج) يؤدي على الأرجح إلى الوقاية من تلك السرطانات.

## التاريخ
تم تطوير اللقاح لأول مرة من قبل جامعة كوينزلاند في أستراليا وقد تم إعداد النموذج النهائي من قبل الباحثين في جامعة كوينزلاند و المركز الطبي لجامعة جورجتاون و جامعة روشستر والمعهد الوطني للسرطان في الولايات المتحدة. تم منح الباحثان إيان فريزر وجيان تشو الأولوية بموجب قانون براءات الاختراع الأمريكي لاختراعهم الجسيمات شبيهة بالفيروس، والتي هي أساس لقاح فيروس الورم الحليمي البشري. في عام 2006، وافقت إدارة الغذاء والدواء على أول لقاح فيروس الورم الحليمي البشري الوقائي مُنّع من شركة ميرك آند كو تحت الاسم التجاري جارداسيل. وفقًا لبيان صحفي لشركة ميرك، تمت الموافقة على اللقاح في 80 دولة في الربع الثاني من عام 2007، والعديد من الدول في إطار المراجعة السريعة. في أوائل عام 2007،
تقدمت شركة غلاكسو سميث كلاين للحصول على موافقة في الولايات المتحدة للتصنيع لقاح وقائي مماثل للقاح فيروس الورم الحليمي البشري يعرف باسم سيرفاريكس. في يونيو 2007، تم ترخيص هذا اللقاح في أستراليا وتمت الموافقة عليه في الاتحاد الأوروبي في سبتمبر 2007. تمت الموافقة على سيرفاريكس في الولايات المتحد في أكتوبر من عام 2009.
تمت مكافئة الباحث الألماني هارالد تسور هاوزن، الذي شك في البداية وساعد فيما بعد على إثبات أن عدوى فيروس الورم الحليمي البشري التناسلي يمكن أن تؤدي إلى سرطان عنق الرحم، بنصف قيمة جائزة نوبل في الطب والتي تساوي 1.4 مليوون دولار أمريكي لعمله. التحقق من أن سرطان عنق الرحم ينجم عن عامل معدي، قاد عدة مجموعات أخرى لتطوير لقاحات ضد سلالات فيروس الورم الحليمي البشري التي تسبب معظم حالات سرطان عنق الرحم. بقية المكافئة تم إعطائها لعالمي الفيروسات فرانسواز باري سينوسي ولوك مونتانييه لاكتشافهما فيروس العوز المناعي البشري.
عارض هارالد تسور هاوزن العقيدة الحالية وافتراض أن فيروس الورم الحليمي البشري المورثة الورمية يسبب سرطان عنق الرحم.
اكتشف أن حمض يروس الورم الحليمي البشري النووي قد يكون موجودًا في حالة غير إنتاج في الأورام، ويجب أن تكون قابلة للكشف عن طريق عمليات بحث محددة عن الحمض النووي الفيروسي. اكتشف هو والآخرون، لا سيما العمال في معهد باستير، أن فيروس الورم الحليمي البشري هو من عائلة غير متجانسة من الفيروسات. فقط بعض أنواع فيروس الورم الحليمي البشري تسبب السرطان.
تابع هارالد تسور هاوزن فكرته عن فيروس الورم الحليمي البشري لأكثر من 10 سنوات من خلال البحث عن أنواع مختلفة من فيروس الورم الحليمي البشري. كان هذا البحث صعبًا بسبب حقيقة أنه تم دمج أجزاء فقط من الحمض النووي الفيروسي في المحتوى الوراثي للمضيف. في 1983، وجد هارالد تسور هاوزن حمض نووي جديد لفيروس الورم الحليمي البشري في خزعات سرطان عنق الرحم، وبذلك اكتشف النوع الجديد الـ 16 لفيروس الورم الحليمي البشري والذي يسبب السرطان. في 1984، استنسخ النوع 16 و 18 لفيروس الورم الحليمي البشري من مرضى مصابين بسرطان عنق الرحم. تم العثور على أنواع فيروس الورم الحليمي البشري 16 و 18 باستمرار في حوالي 70 ٪ من الخزعات سرطان عنق الرحم في جميع أنحاء العالم.
في ديسمبر 2014، وافقة إدارة الغذاء والدواء الأمريكية على لقاح يسمى جارداسيل 9 لحماية الإناث بين عمر 9 و 26 والذكور بين عمر 9 إلى 15 من 9 سلالات من فيروس الورم الحليمي البشري. يحمي جارداسيل 9 من العدوى بالسلالات التي يغطيها الجيل الأول من جارداسيل (6 و 11 و 16 و 18) وبالإضافة إلى 5 سلالات أخرى (32 و 33 و 45 و 52 و 58) مسؤولة عن 20% من حالات سرطانات عنق الرحم.